# Propulsión por fusión

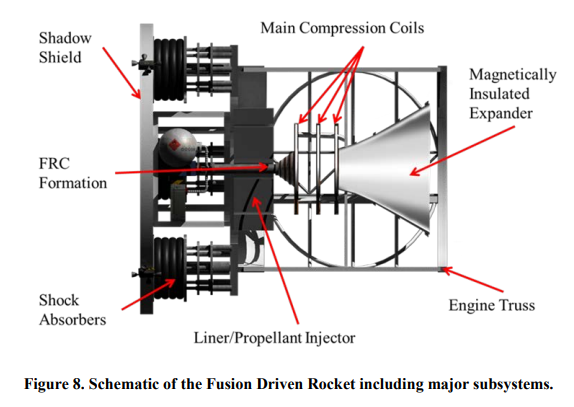
Esquema de un cohete de fusión de la NASA.

Un cohete de propulsión por fusión nuclear es un diseño teórico de cohetes impulsados por propulsión de fusión, que podría proporcionar una aceleración eficiente y sostenida en el espacio sin la necesidad de transportar una gran cantidad de combustible. Este diseño requiere tecnología de energía de fusión que va más allá de las capacidades actuales, así como cohetes mucho más grandes y complejos.
La propulsión nuclear de pulsos de fusión es un enfoque para utilizar la energía de la fusión nuclear como medio de propulsión.
La principal ventaja de esta fusión es su gran impulso específico, mientras que su principal desventaja es la (probable) gran masa del reactor. Un cohete de fusión podría generar menos radiación que un cohete de fisión, lo que reduciría la cantidad de masa necesaria para el blindaje. La forma más sencilla de construir un cohete de fusión sería utilizando bombas de hidrógeno, como se propuso en el Proyecto Orión. Sin embargo, una nave de este tipo sería masiva, y el Tratado de Prohibición Parcial de Ensayos Nucleares prohíbe el uso de estas bombas. Por esta razón, los cohetes basados en bombas probablemente estarían limitados a operar únicamente en el espacio. Un enfoque alternativo utiliza propulsión eléctrica (por ejemplo, propulsores iónicos) alimentada por energía generada a partir de la fusión en lugar de producir empuje directo.

## Generación de electricidad frente a empuje directo
Los métodos de propulsión espacial, como los propulsores iónicos, requieren energía eléctrica para funcionar, pero son altamente eficientes. En algunos casos, su empuje está limitado por la cantidad de energía que puede generarse (por ejemplo, en un acelerador de masa). Un generador eléctrico que funcione con energía de fusión podría impulsar este tipo de nave. Una desventaja es que la producción convencional de electricidad requiere un sumidero de energía a baja temperatura, lo cual es difícil (es decir, pesado) en una nave espacial. La conversión directa de la energía cinética de los productos de la fusión en electricidad puede mitigar este problema.
Otra posibilidad es dirigir los gases de escape de la fusión hacia la parte trasera del cohete para generar empuje, sin necesidad de producir electricidad de manera intermedia. Esto sería más fácil con algunos esquemas de confinamiento (por ejemplo, espejos magnéticos) que con otros (como los tokamaks). También resulta más interesante para «combustibles avanzados» (ver fusión aneutrónica). La propulsión por helio-3 utilizaría la fusión de átomos de helio-3 como fuente de energía. El helio-3, un isótopo del helio con dos protones y un neutrón, podría fusionarse con deuterio en un reactor. La energía liberada resultante podría expulsar un propulsor hacia la parte trasera de la nave espacial.
El helio-3 se propone como una fuente de energía para naves espaciales principalmente debido a su abundancia lunar. Los científicos estiman que hay un millón de toneladas de helio-3 accesible en la luna. Sin embargo, solo el 20% de la energía producida por la reacción D-T (deuterio-tritio) podría usarse de esta manera; el otro 80% se libera en forma de neutrones que, al no poder ser dirigidos por campos magnéticos ni paredes sólidas, serían difíciles de orientar hacia el empuje y podrían requerir blindaje adicional. El helio-3 se produce mediante la desintegración beta del tritio, que puede obtenerse a partir de deuterio, litio o boro.

## Alternativas de confinamiento

### Magnético
Para mantener una reacción de fusión, el plasma debe ser confinado. La configuración más estudiada para la fusión terrestre es el tokamak, una forma de confinamiento magnético de plasma. En 2001, el Centro de Investigación Glenn de la NASA propuso un reactor de toro esférico de pequeño radio para su diseño conceptual de vehículo «Discovery II». Este vehículo sería capaz de entregar una carga útil tripulada de 172 toneladas métricas a Júpiter en 118 días (o a Saturno en 212 días), utilizando 861 toneladas métricas de propulsor de hidrógeno, además de 11 toneladas métricas de combustible de fusión Helio-3-Deuterio (D-He3). El hidrógeno sería calentado por los residuos del plasma de fusión para aumentar el empuje, aunque a costa de reducir la velocidad de escape (348–463 km/s), lo que incrementaría la masa del propulsor necesaria.

### Inercial
La principal alternativa al confinamiento magnético es la fusión por confinamiento inercial (FCI), como la propuesta por el Proyecto Daedalus. Un pequeño gránulo de combustible de fusión (con un diámetro de un par de milímetros) se encendería mediante un rayo de electrones o un láser. Para producir empuje directo, un campo magnético forma la placa de empuje. En principio, podría utilizarse la reacción Helio-3-Deuterio o una reacción de fusión aneutrónica para maximizar la energía en partículas cargadas y minimizar la radiación, pero es muy cuestionable que utilizar estas reacciones sea técnicamente viable. Los dos estudios de diseño detallado de los años 70, el propulsor Orión y el Proyecto Daedalus, utilizaron el confinamiento inercial. En la década de 1980, el Laboratorio Nacional Lawrence Livermore y la NASA estudiaron un «Vehículo para Aplicaciones de Transporte Interplanetario» (VISTA) propulsado por ICF. La nave cónica VISTA podía transportar una carga útil de 100 toneladas a la órbita de Marte y volver a la Tierra en 130 días, o a la órbita de Júpiter y volver en 403 días. Se necesitarían 41 toneladas de combustible de fusión de deuterio/tritio (D-T), más 4.124 toneladas de expelente de hidrógeno. La velocidad de escape sería de 157 km/s.

### Blanco magnetizado
La fusión de blancos magnetizados (MTF, por sus siglas del inglés Magnetized Target Fusion) es un método relativamente nuevo que combina las mejores características de los métodos más estudiados de fusión por confinamiento magnético (es decir, buen confinamiento de la energía) y fusión por confinamiento inercial (es decir, calentamiento eficiente por compresión y contención sin paredes del plasma en fusión). Al igual que en el enfoque magnético, el combustible de fusión se confina a baja densidad mediante campos magnéticos mientras se calienta en un plasma, pero al igual que en el enfoque de confinamiento inercial, la fusión se inicia comprimiendo rápidamente el objetivo para aumentar drásticamente la densidad del combustible y, por tanto, la temperatura. El MTF utiliza «cañones de plasma» (es decir, técnicas de aceleración electromagnética) en lugar de potentes láseres, lo que da lugar a reactores compactos de bajo coste y peso. El grupo de Exploración Humana de Planetas Exteriores (HOPE) de la NASA/MSFC ha investigado una nave espacial de propulsión MTF tripulada capaz de transportar una carga útil de 164 toneladas a la luna Calisto de Júpiter utilizando 106-165 toneladas métricas de propulsante (hidrógeno más combustible de fusión D-T o D-He3) en 249-330 días. Este diseño sería considerablemente más pequeño y más eficiente en el consumo de combustible debido a su mayor velocidad de escape (700 km/s) que los conceptos «Discovery II» y «VISTA» mencionados anteriormente.

### Electroestático inercial
Otro concepto popular de confinamiento para cohetes de fusión es el confinamiento electrostático inercial (IEC), como en el Fusor Farnsworth-Hirsch o la variante Polywell que está desarrollando Energy-Matter Conversion Corporation (EMC2). La Universidad de Illinois ha definido un concepto de «nave de fusión II» de 500 toneladas capaz de transportar una carga útil tripulada de 100.000 kg a la luna Europa de Júpiter en 210 días. La Nave de Fusión II utiliza cohetes propulsores de iones (343 km/s de velocidad de escape) alimentados por diez reactores de fusión D-He3 IEC. El concepto necesitaría 300 toneladas de propulsante de argón para un viaje de ida y vuelta de un año al sistema de Júpiter. Robert Bussard publicó una serie de artículos técnicos sobre su aplicación a los vuelos espaciales a lo largo de la década de 1990. Su trabajo se popularizó gracias a un artículo de la publicación Analog Science Fiction and Fact, en el que Tom Ligon describía cómo el fusor constituiría un cohete de fusión muy eficaz.

### Antimateria
Un concepto aún más especulativo es la propulsión de pulso nuclear catalizada por antimateria, que utilizaría antimateria para catalizar una reacción de fisión y fusión, permitiendo crear explosiones de fusión mucho más pequeñas. En la década de 1990 se llevó a cabo un proyecto frustrado en la Universidad Estatal de Pensilvania bajo el nombre de AIMStar, que requeriría más antimateria de la que se puede producir actualmente. Además, habría que superar algunos obstáculos técnicos antes de que fuera viable.

## Proyectos de desarrollo
- Direct Fusion Drive - Motor cohete conceptual
- Cohete de fusión magnetoinercial MSNW